# شهرک صنعتی سنگ شهید سلیمانی(نی‌ریز)
شهرک صنعتی سنگ شهید سلیمانی در شهرستان نی‌ریز در استان فارس در زمینه تخصصی سنگ و فرآورده های سنگی در حال فعالیت می باشد.
شهرک صنعتی سنگ دارای ۱۸۶ هکتار مساحت است.این شهرک دومین شهرک سنگ کشور پس از شهر سنگ محمودآباد اصفهان است. شهرستان نی ریز دومین شهرستان صنعتی استان فارس می باشد.